# Alternativröstning
Alternativröstning är en metod för att välja en vinnare av fler än två kandidater. Väljarna får i metoden rangordna de olika kandidaterna. När resultatet sammanställs räknas först varje väljares förstahandsval. Om en kandidat får en majoritet av rösterna vinner den kandidaten, annars elimineras den kandidat som fått minst antal röster. Den eliminerade kandidatens röster överförs till den kandidat som väljarna rankat närmast under i rangordningen på valsedeln. Därefter upprepas proceduren till en vinnare utsetts.  Metoden Enkel överförbar röst är identisk med alternativröstning om endast en vinnare ska utses. 
Alternativröstning används bland annat vid val av president i Indien och på Irland  samt vid val till Australiens Representanthus.

## Exempel
Anta att 100 studenter ska rösta fram en lärare till ett lärarpris. De väljer mellan fyra lärare: Anna, Bengt, Cecilia och David. De lämnar in följande valsedlar:
| Antal valsedlar | 14      | 44      | 20      | 17      | 5       |
| --------------- | ------- | ------- | ------- | ------- | ------- |
| Förstahandsval  | Anna    | Bengt   | Cecilia | Cecilia | David   |
| Andrahandsval   | David   | David   | Anna    | David   | Anna    |
| Tredjehandsval  | Cecilia | Anna    | David   | Anna    | Cecilia |
| Fjärdehandsval  | Bengt   | Cecilia | Bengt   | Bengt   | Bengt   |

Först räknas varje students förstahandsval. Anna får då 14 röster, Bengt får 44 röster,  Cecilia får 37 röster, och David 5 röster. David som fick minst antal röster elimineras och vi räknar om rösterna som om han ej fanns med i valet:
| Antal valsedlar | 14      | 44      | 20      | 17      | 5       |
| --------------- | ------- | ------- | ------- | ------- | ------- |
| Förstahandsval  | Anna    | Bengt   | Cecilia | Cecilia | Anna    |
| Andrahandsval   | Cecilia | Anna    | Anna    | Anna    | Cecilia |
| Tredjehandsval  | Bengt   | Cecilia | Bengt   | Bengt   | Bengt   |

Nu får Anna 19 röster, Bengt 44 röster och Cecilia 37 röster. Anna som fick minst antal röster elimineras och hennes röster räknas om:
| Antal valsedlar | 14      | 44      | 20      | 17      | 5       |
| --------------- | ------- | ------- | ------- | ------- | ------- |
| Förstahandsval  | Cecilia | Bengt   | Cecilia | Cecilia | Cecilia |
| Andrahandsval   | Bengt   | Cecilia | Bengt   | Bengt   | Bengt   |

Cecilia får nu 56 röster och Bengt 44 röster. Bengt elimineras och Cecilia vinner därmed omröstningen och lärarpriset.

## Liknande metoder

### Successiv utröstning
Vid successiv utröstning (eng. Exhaustive Ballot) rangordnas inte kandidaterna på valsedeln. Väljarna får endast rösta på en kandidat. Istället uppnår man en liknande effekt genom att genomföra flera valomgångar. I varje valomgång elimineras den kandidat som fått minst antal röster. Antalet valomgångar blir alltså en mindre än antalet kandidater. Successiv utröstning används i ett flertal tv-program, bland annat i Idol.

### Två valomgångar
Det är även vanligt med val i två steg (eng. two-round methods). Som vid successiv utröstning så röstar varje väljare endast på en kandidat. Exempelvis i franska presidentvalet elimineras efter första valomgången alla utom de två kandidaterna med högst antal röster. Därefter får väljarna rösta på någon av de två kvarvarande kandidaterna.  

### Coombs metod
Med Coombs metod får väljarna också rangordna kandidaterna på valsedeln. Skillnaden mot alternativröstning är att den kandidat i varje steg med flest sistaplaceringar elimineras istället för kandidaten med minst antal förstaplaceringar.

### Enkel överförbar röst
Metoden enkel överförbar röst används främst för att välja flera vinnare proportionerligt. Om metoden används för att endast välja en vinnare är den identisk med alternativröstning. 

## Resultat vid utvärdering med kriterier
Forskare utvärderar ofta olika valsystem baserat på kriterier (se lista över valsystemskriterier). Inga metoder uppfyller samtliga kriterier (se arrows omöjlighetsteorem och Gibbard–Satterthwaites teorem). 

### Uppfyllda kriterier
Majoritets-kriteriet
Majoritets-kriteriet kräver att om en kandidat har en majoritet av förstahandsrösterna så måste den kandidaten vinna.  
Gemensam majoritets-kriteriet
Om en majoritet av väljarna föredrar en grupp kandidater framför alla andra kandidater så måste enligt gemensam majoritets-kriteriet (eng. mutual majority criterion) en kandidat i gruppen vinna. Kriteriet uppfylls av alternativröstning men inte av valsystem där väljare bara röstar på sitt förstahandsval (se relativ majoritet).  
Condorcetförlorar-kriteriet
Kriteriet om Condorcetförlorare (eng. Condorcet-loser criteria) säger att om en kandidat förlorar mot samtliga andra kandidater vid jämförelser en mot en så får inte den kandidaten vinna valet. Kriteriet håller vid alternativröstning. 

### Ej uppfyllda kriterier
Condorcet-kriteriet
För att Condorcet-kriteriet ska vara uppfyllt så måste en kandidat alltid vinna om den har majoritet mot samtliga andra kandidater. En kandidat får en röst mot en annan kandidat om den kandidaten står över den andra kandidaten på en valsedel.  Om vi tar valsedlarna från exemplet ovan och räknar ut vinst- eller förlustmarginalen för varje kandidat en mot en mot de övriga kandidaterna får vi följande tabell:
|         | Anna | Bengt | Cecilia | David |
| ------- | ---- | ----- | ------- | ----- |
| David   | 32   | 12    | 26      | -     |
| Cecilia | - 26 | 12    | -       | - 26  |
| Bengt   | - 12 | -     | - 12    | - 12  |
| Anna    | -    | 12    | 26      | -32   |

Här kan vi se att David vinner mot varje annan kandidat, men med alternativröstning (enligt beräkningarna ovan) vinner Cecilia valet. Således uppfyller inte alternativröstning Condorcet-kriteriet.  Alternativröstning fördömdes av Nicholas de Condorcet av den anledningen.
Monotonicitets-kriteriet
Enligt monotonicitets-kriteriet får inte en väljare kunna minska chanserna för en kandidat genom att rangordna den kandidaten högre, eller hjälpa en kandidat genom att rangordna den kandidaten lägre.  Det är möjligt vid alternativröstning.
Deltagande-kriteriet
Enligt deltagande-kriteriet (eng. participation criterion) får det inte vara möjligt att hjälpa sin förstahandskandidat att vinna valet genom att låta bli att rösta. Alternativröstning uppfyller inte kriteriet.